# Zéguédéguin (Zéguédéguin)
Pour les articles homonymes, voir Zéguédéguin.
Zéguédéguin, parfois orthographié Zéguédéghin, est une commune et le chef-lieu du département de Zéguédéguin situé dans la province du Namentenga de la région Centre-Nord au Burkina Faso.

## Géographie
Zéguédéguin est située à environ 45 kilomètres au nord de Boulsa et à la même distance au sud de Tougouri. Le bourg est traversé par la route régionale 1 reliant ces deux villes.

## Éducation et santé
Zéguédéguin accueille un centre de santé et de promotion sociale (CSPS) tandis que le centre médical avec antenne chirurgicale (CMA) de la province se trouve à Boulsa.
La ville possède une école primaire publique ainsi qu'un collège privé Eben-Ezer d'enseignement général (CEG) et le lycée privé Teel-Taaba du département, tous deux reconnus par l'État.